# Caroline Hahn
Caroline Hahn, geborene Caroline Möwes, (31. Mai 1814 in Berlin – 6. November 1885 in Neustrelitz) war eine deutsche Opernsängerin (Alt/Sopran).

## Leben
Hahn betrat am 15. August 1829 als Chorsängerin zum ersten Mal die Bühne am Hoftheater Neustrelitz. Ihre Stimme (ein schöner, prächtiger Alt) erregte bald die Aufmerksamkeit des Großherzogs, der den dortigen Kapellmeister beauftragte, sich mit der Ausbildung des jungen Talentes zu beschäftigen. Es dauerte nicht lange, so konnte man ihr schon kleine Solopartien anvertrauen, die sie erfolgreich zu Gehör brachte. Bei Josef Elsler in Berlin vervollständigte sie noch ihre Gesangesübungen und nachdem Karl Sdawinski ihr auch noch darstellerischen Unterricht erteilt hatte, begann für die junge, talentierte Sängerin eine reiche künstlerische Wirksamkeit.
Sie blieb im Verbande des Strelitzer Hoftheaters bis zur Auflösung desselben (1848), in welchem Jahre sie auch zur großherzoglichen Kammersängerin ernannt wurde. Hahn zog sich jedoch noch lange nicht von der Bühne zurück, sondern erschien sowohl in Neustrelitz als auch auf anderen Opernbühnen wiederholt als Gast, bis sie endlich als „Azucena“ im Jahre 1869 den Brettern für immer Valet sagte. Doch noch immer entsagte sie nicht der Kunst. Sie erschien noch von Zeit zu Zeit in den Hofkonzerten und in den Konzerten der Singakademie. Ihr geliebtes Neustrelitz, das im wahren Sinne des Wortes ihre zweite Heimatstadt wurde, und woselbst sie am 15. August 1879 ihr fünfzigjähriges Dienstjubiläum feierte, verließ sie überhaupt nicht mehr. Sie blieb daselbst bis zu ihrem Tod.
Die Künstlerin, sich im Jahre 1835 mit dem Sänger und Maler Eduard Hahn verheiratet hatte, zählte zu ihren bedeutendsten Leistungen: „Imogene“ (Pirat), „Norma“, „Unbekannte“, „Romeo“, „Antonine“ (Belisar), „Rose“ (Adlers Horst), „Rosine“, „Arsaces“, „Tancred“ etc. und in allen errang sie stürmischen Beifall.
Ihr Sohn war der Theaterschauspieler, -regisseur, -leiter und -intendant Emil Hahn (1832–1897).